# Alexander Sergejewitsch Dodonow
Alexander Sergejewitsch Dodonow (russisch Александр Сергеевич Додонов; * 28. August 1907 in Norskoje, heute Teil der Stadt Jaroslawl; † 13. Mai 1994 in Moskau) war ein sowjetischer Pilot.

## Leben
Dodonow wurde in eine russische Arbeiterfamilie geboren und arbeitete nach Abschluss einer Sieben-Klassen-Schule in der Jaroslawler Fabrik „Krasny Perewal“.
Im Jahre 1929 trat er in die Rote Armee ein und 1933 absolvierte er die Militärfliegerschule Woroschilowgrad. Seit Frühjahr 1940 diente Dodonow im 14. TBAP (14. Schweres Bombenfliegerregiment) der 18. AD (18. Fliegerdivision) in Borispol bei Kiew. Diese Einheit war vor Kriegsbeginn die einzige in der gesamten UdSSR, in der ab September 1939 die neuen schweren Fernbomber TB-7 (Petljakow Pe-8) geflogen wurden. Dodonow gehörte in seinem Regiment zu den ersten fünf Piloten, die die Typenzulassung für die TB-7 erhielten und somit mit den Testflügen auf dem Bomber beginnen konnten.
Nach Kriegsbeginn war er seit Juli 1941 im 412. DBAP (ebenfalls auf TB-7), wo er zunächst als Copilot diente. Im Mai 1942 wurde Dodonow Kommandant eines Pe-8-Bombers und seit Ende Juni 1942 war er Staffelkommandeur des 746. DBAP, welches Teil der 45. AD der ADD war. Im Februar 1943 war er der erste Flieger der 45. AD, der 100 Kampfeinsätze auf der Pe-8 vorweisen konnte. Am 25. März 1943 wurde ihm schließlich der Titel Held der Sowjetunion verliehen (Medaille Nr. 913). Insgesamt flog Dodonow 134 Kampfeinsätze auf der Petljakow Pe-8 und galt laut Aussagen seiner Kameraden als einer der effektivsten und zuverlässigsten Piloten in der Division. Alleine bei den komplizierten Fernangriffen gegen Königsberg gelangte er sechs Mal über das Ziel.
Nach seiner Demobilisierung 1946 flog Dodonow in der sowjetischen Polarluftflotte. Nach seiner Versetzung in die Reserve lebte er in Moskau, wo er am 13. Mai 1994 starb.